# 安东尼奥·古特雷斯
安东尼奥·曼努埃尔·德奥利维拉·古特雷斯 GCL GCC（1949年4月30日—），澳葡官定譯名為古德禮，葡萄牙社會黨政治人物，曾任葡萄牙总理（1995－2002年）、联合国难民署高级专员（2005－2015年）。2016年10月当选联合国秘书长，并于2017年1月1日就任，成為首位政府領導人出身的聯合國秘書長。

## 生平
古特雷斯出生並成長於里斯本，於里斯本大學修讀物理及電機工程，1971年畢業後繼續在學術界工作，以助理教授職銜任教於系統理論與電信訊號領域。1974年4月，古特雷斯加入葡萄牙社会党，很快便離開學術界，進入政界。1970年代末期，古特雷斯參與了葡萄牙加入歐盟的談判。1991年，他成為葡萄牙難民議會創始成員之一。
1994年3月，在社会党第10届全国代表大会上当选为社會黨主席。

### 葡萄牙总理

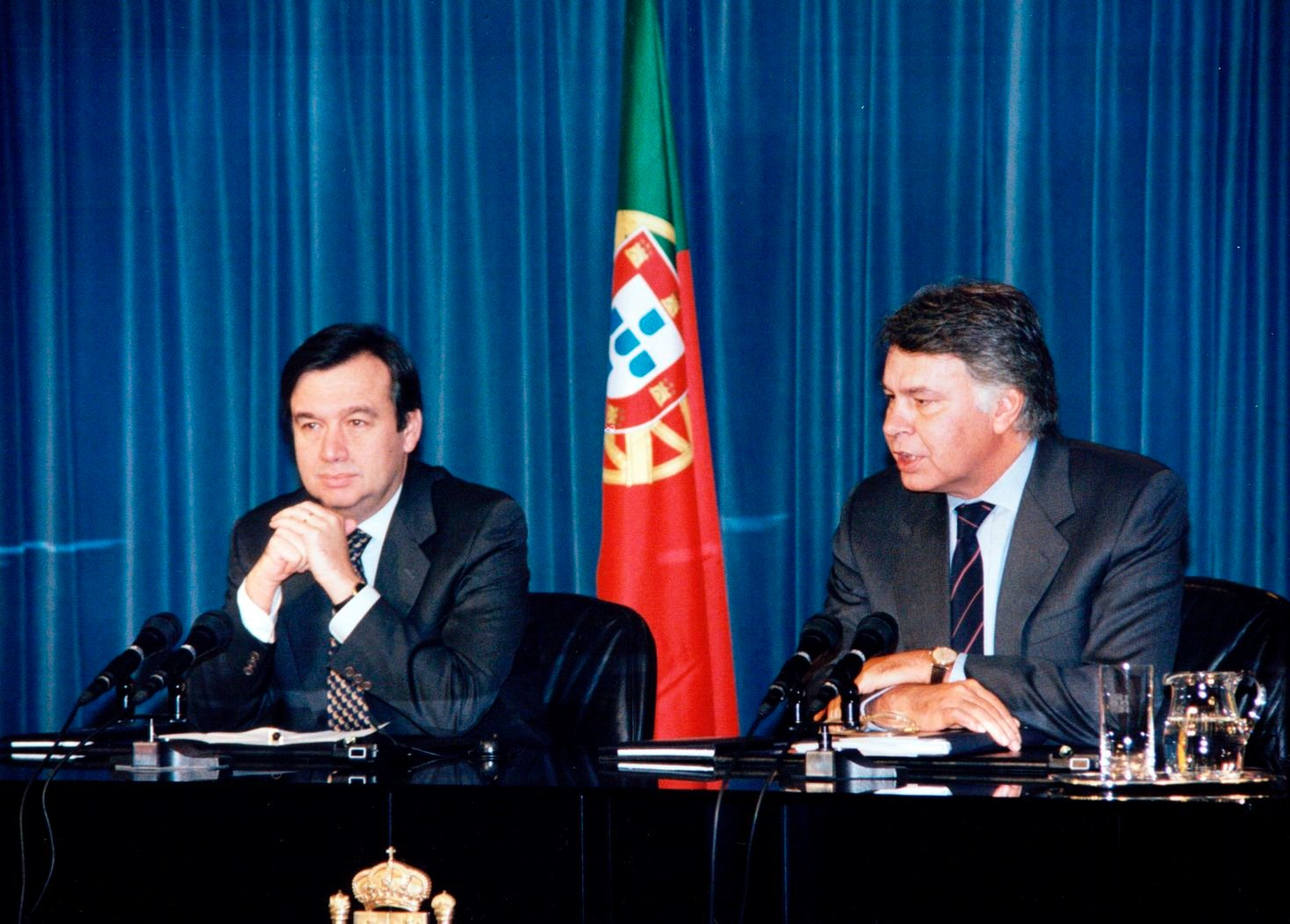
古特雷斯與西班牙總理費利佩·岡薩雷斯。攝於1996年1月。

#### 成為總理
1995年10月，社会党在议会选举中获胜，古特雷斯出任总理。
與過往的葡萄牙總理不同，古特雷斯在上任首年便頗受選民歡迎，能夠與社會各階層溝通。有賴於其執政期間葡萄牙強勁的經濟增長，社會黨得以在減低財政赤字的同時增長軍事開銷，並啟動新的現金轉移支付計劃（onditional cash transfer）。其政府亦加速其實行了前任總理施華高所推動國營事業私有化的1996至1999年共有29家企業私有化，公共部門佔葡萄牙GDP的比例亦在1994至1999年這五年間從11%降至5.5%。
1998年，古特雷斯主持該年度的世界博覽會，慶祝葡萄牙探險家達伽馬啟航五百周年，他是首位從歐洲航海到印度的人。
同年6月，葡萄牙堕胎合法化公投舉行。社會黨內部在該議題上意見不一，古特雷斯站在反對堕胎一方，反堕胎一方贏得公投。同年11月，堕胎合法化公投再次舉行。此次公投效力只限於葡萄牙本土，而古特雷斯與社會黨皆支持堕胎合法化改革，然而公投提案被駁回，古特雷斯再遭挫敗。
1990年，根據世界衛生組織的規範，將同性戀移除精神疾病範疇，古特雷斯不同於社會黨的立場。
在外交政策上，1999年，古特雷斯尋求聯合國介入東帝汶獨立事務。東帝汶原為葡萄牙殖民地，在1975年獨立公投中宣布獨立後遭到印尼軍隊侵略。同年，古特雷斯完成12年來就澳門問題與中國的談判，以葡萄牙總理身份出席澳門政权交接儀式。

#### 辭去職務
2001年，因社会党在地方选举中失利，古特雷斯辞去总理职务。葡萄牙總統若熱·桑帕約解散國會，重新召開選舉。2002年葡萄牙大選，社會黨敗予社會民主黨，故由社會民主黨的若澤·曼努埃爾·巴洛索接任葡萄牙總理。
古特雷斯於2012及2014年在葡萄牙民調中選為過去三十年內最佳總理。

### 联合国难民事务高级专员
2005年5月25日，古特雷斯獲委任為联合国难民事务署高级专员，以接替因涉嫌性骚扰而辞职的吕贝尔斯，6月15日就任，任期为5年。
联合国难民事务署為聯合國屬下一人道組織，轄有逾一萬名工作人員。他們在126個國家工作，協助逾六億難民、國內流離失所者及無國籍者。古特雷斯在任內的作為包含對組織進行改革，減少雇員與管理行政上的支出，並提升难民事务署的應急能力。
2006年5月19日至23日，古特雷斯訪問北京，表達其對中國政府遣返朝鲜脱北者的反對。
2007年，在擔任聯合國難民署高級專員的最後一年，古特雷斯致力於維繫對敘利亞難民的國際援助。他表示難民問題在有關國家是明顯存在的，並敘述國際額外的援助與否攸關難民存亡。其主張歐洲國家應該提供更多人道支援面對難民危機。
2013年，古特雷斯撥款50億美元支援1,025萬名敘利亞難民，是史上最大的一筆援助金額。

### 联合国秘书长

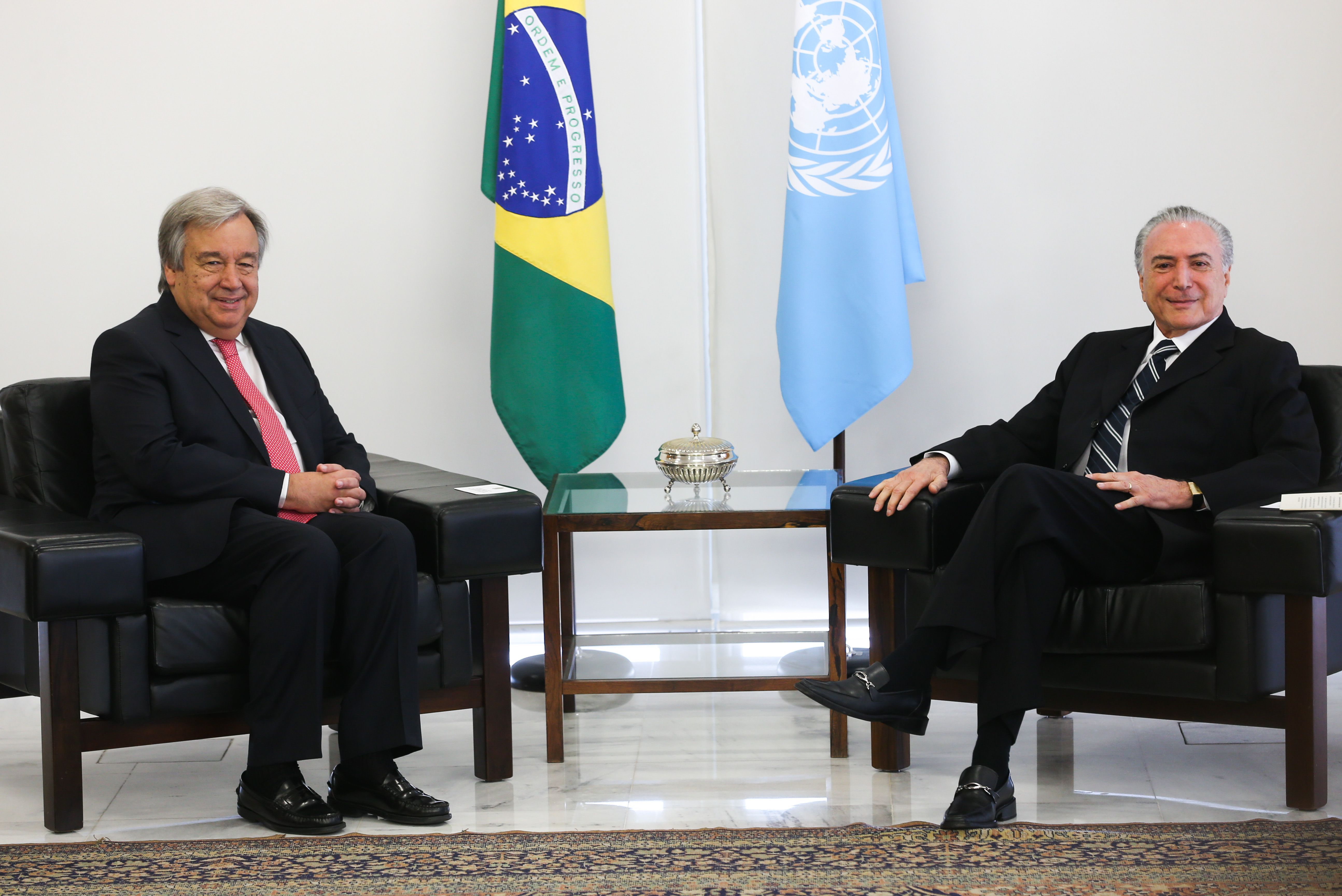
2016年10月15日，古特雷斯在巴西利亚会见时任巴西总统特梅尔

2016年10月5日，古特雷斯当选联合国秘书长，於2017年1月1日就任。
2024年，東帝汶議會一致決定授予古特雷斯東帝汶公民身分。
2024年10月2日，以色列方面宣佈將古特雷斯列入不受欢迎人物名单，禁止入境以色列。
2024年10月24日，古特雷斯參加在俄罗斯喀山举行的金砖集团国家峰会，并与俄罗斯总统普丁握手。該行为受到乌克兰外交部指责，乌克兰总统泽连斯基随后表示拒绝古特雷斯前来基辅與之会面。

## 个人生活
1972年，古特雷斯与儿童精神病学家路易莎·吉馬雷斯·梅洛（Luísa Amélia Guimarães e Melo）结婚。兩人育有一子一女：Pedro Guimarães e Melo Guterres和Mariana Guimarães e Melo de Oliveira Guterres。梅洛于1998年因癌症去世，享年51岁。
2001年，古特雷斯与卡塔莉娜·瓦斯·平托（Catarina Marques de Almeida Vaz Pinto）结婚。她曾任葡萄牙文化国务秘书、里斯本市议会文化秘书。
古特雷斯是天主教徒。其母语為葡萄牙语，亦通晓英语、法语和西班牙语。